# Reformationsgeschichtliche Forschungsbibliothek Wittenberg
Die Reformationsgeschichtliche Forschungsbibliothek Wittenberg (RFB) ist eine am 9. April 2018 eröffnete wissenschaftliche Spezialbibliothek in der Lutherstadt Wittenberg. Gebildet wurde sie durch die Zusammenführung der Bibliothek des Evangelischen Predigerseminars Wittenberg und der Bibliothek des Lutherhauses Wittenberg. Sie versteht sich als interdisziplinär und international ausgerichtete Studienstätte für die Geschichte, Kultur und Rezeption der Reformation am zentralen Wirkungsort Martin Luthers.

## Geschichte
Die Reformationsgeschichtliche Forschungsbibliothek ist als Gesellschaft bürgerlichen Rechts organisiert. Der Gesellschaftsvertrag wurde mit Wirkung zum 1. Januar 2013 geschlossen. Aufgabe der Gesellschaft war es zunächst, die Gründung der Bibliothek im Schloss Wittenberg rechtlich, organisatorisch und konzeptionell vorzubereiten sowie die Schaffung der baulichen Voraussetzung für einen Bibliotheksbetrieb im Schloss Wittenberg zu begleiten. Seit Eröffnung der Reformationsgeschichtlichen Forschungsbibliothek Wittenberg 2018 ist die Gesellschaft Betreiberin der Forschungsbibliothek. Geführt wird die Bibliothek durch einen Bibliotheksleiter.
Gesellschafter sind
- die Stiftung Luthergedenkstätten in Sachsen-Anhalt,
- das Evangelische Predigerseminar Wittenberg, eine unselbständige Einrichtung der Union Evangelischer Kirchen in der Evangelischen Kirche in Deutschland,
- die Stiftung Leucorea. Stiftung öffentlichen Rechts an der Martin-Luther-Universität Halle-Wittenberg,
- die Martin-Luther-Universität Halle-Wittenberg, vertreten durch die Universitäts- und Landesbibliothek Sachsen-Anhalt.

Bisherige Bibliotheksleiter waren: 
- Matthias Meinhardt, Historiker (2018–2023)
- Caecilia-Désirée Hein, Mittellateinische Philologin (seit 2024)

## Standort
Die Reformationsgeschichtliche Forschungsbibliothek befindet sich auf zwei Stockwerken des von 2013 bis 2017 von Grund auf sanierten und für neue Nutzungszecke umgebauten Schlosses Wittenberg. Architekten waren die ARGE Bruno Fioretti Marquez Architekten, Berlin (federführend) mit dem AADe | Atelier für Architektur und Denkmalpflege, Köthen. Die im Auftrag der Lutherstadt Wittenberg erfolgte Umgestaltung wurde 2019 mit dem Deutschen Architekturpreis und dem Architekturpreis des Landes Sachsen-Anhalt ausgezeichnet.
Insgesamt erstreckt sich die Reformationsgeschichtliche Forschungsbibliothek über eine Fläche von 1.800 m². Im 3. Obergeschoss des Schlosses befinden sich der Lesesaal, ein Handapparat und ein ausgedehnter Freihandbereich mit Zeitschriften, Jahrbüchern und Journalen. Außerdem verfügt die Forschungsbibliothek auf dieser Etage über einen Ausstellungsbereich. Im 2. Obergeschoss ist das Magazin untergebracht.

## Bestände
Bei Einzug in das Schloss Wittenberg im Jahr 2018 verfügte die Reformationsgeschichtliche Forschungsbibliothek über einen Gesamtbestand von ca. 220.000 Bänden, von denen ca. 160.000 Bände aus der Bibliothek des Evangelischen Predigerseminars und ca. 60.000 Bände aus der Bibliothek des Lutherhauses Wittenberg kamen. Durch Neuerwerbungen und Übernahmen aus anderen Einrichtungen hat sich der Bestand auf ca. 230.000 Bände erhöht (Stand: 2022).
Die Forschungsbibliothek verfügt über einen historischen Buchbestand (Werke gedruckt vor 1850) von ca. 100.000 Bänden, darunter befinden sich rund 500 Inkunabeln. Darüber hinaus verwahrt sie das Archiv und die historischen Sammlungen des Evangelischen Predigerseminars. Hierzu gehören eine Sammlung von mittelalterlichen und frühneuzeitlichen Handschriften und Handschriftenfragmenten (9.–19. Jahrhundert), Theologen- und Gelehrtennachlässe, Daktyliotheken, Grafiken und Gemälde. Die Gemäldesammlung umfasst hauptsächlich Porträts sächsischer Kurfürsten und Professoren der Universität Wittenberg (Leucorea).
Der Altbestand, der aus dem Evangelischen Predigerseminar übernommen wurde, stammt größtenteils aus der Universitätsbibliothek der Leucorea, die nach dem Herrschaftsübergang Wittenbergs nach der Schlacht bei Mühlberg von den Ernestinern auf die Albertiner ab 1547 neu aufgebaut wurde. Diese Bibliothek, die zu den bedeutenden akademischen Büchersammlungen in Deutschland gehörte, wurde mit der Auflösung der Wittenberger Universität zwischen der Universität in Halle (Saale) und dem 1817 eröffneten Predigerseminar geteilt. Etwa 30.000 Bände wurden nach Halle (Saale) verbracht, die übrigen 15.000 Bände verblieben in Wittenberg. Das Predigerseminar übernahm insbesondere die Theologica und Philologica der Leucorea, zudem kleinere Teilbestände anderer Fachgebiete, die an der Hallischen Universität bereits vorhanden waren. Aus dem Nachlass des Theologen und Seminardirektors Heinrich Leonhard Heubner erwarb der preußische König Friedrich Wilhelm IV. 12.000 Bände, die er dem Predigerseminar übereignete. Später gingen weitere, meist kleinere Sammlungen aus Nachlässen und geschlossenen kirchlichen Einrichtungen an das Predigerseminar.
Die aus dem Lutherhaus Wittenberg übernommenen Altbestände stammen zu einem großen Teil aus der Luthersammlung des Theologen und Halberstädter Oberdompredigers Christian Friedrich Bernhard Augustin, die nach dessen Tod von Friedrich Wilhelm IV. für das Lutherhaus erworben wurde, das zu dieser Zeit noch zum Evangelischen Predigerseminar gehörte. Erst mit der Entstehung eines Museums im Lutherhaus ab 1883 und der allmählichen rechtlichen Verselbständigung des Lutherhauses kam es zu einer Bestandsteilung. Weitere bedeutende Altbestände gelangten durch den Ankauf wesentlicher Teile der Sammlung Joachim Karl Friedrich Knaakes (1835–1905) in das Lutherhaus. Knaake war Begründer der Weimarer Lutherausgabe. Außerdem wurden im 20. Jahrhundert Lutherdrucke aus der Sammlung Gustav Kaweraus in den Bestand aufgenommen, ferner durch Ankauf auch kleinere Teile der Fürstlichen Bibliothek von Stolberg-Wernigerode, aus der ab 1928 zur Deckung von Schulden Bestände veräußert wurden. Aus dem Nachlass des Kirchenhistorikers Johannes Ficker gelangten ebenfalls alte Drucke in den Altbestand des Lutherhauses.
Mit Mitteln des Landes Sachsen-Anhalt erwarben die Universitäts- und Landesbibliothek Sachsen-Anhalt und die Stiftung Leucorea 2019 die ca. 2.300 Bände umfassende Sammlung Alter Drucke aus dem Nachlass des Theologen Theodor Mahlmann (1931–2011) für die Reformationsgeschichtliche Forschungsbibliothek.
Die Altbestände reichen zeitlich vom 9. bis zum 19. Jahrhundert, der Sammlungsschwerpunkt liegt auf theologischen Drucken des 16.–18. Jahrhunderts. Neben Schriften der Reformationszeit sind dies insbesondere Werke der Lutherischen Orthodoxie, als deren Hochburg die Universität Wittenberg seit dem Ende des 16. Jahrhunderts galt. Außerdem befinden sich in der Forschungsbibliothek zahlreiche Universitätsdrucke der Leucorea und Werke des Humanismus.
Der Neubestand weist hauptsächlich Werke der Reformationsforschung, Kirchengeschichte und Theologie auf, weitere Sammelgebiete sind die spätmittelalterliche und frühneuzeitliche Universitäts- und Wissensgeschichte, der Humanismus sowie die Buch- und Bibliotheksgeschichte. Rund hundert wissenschaftliche Zeitschriften und gesellschaftskundliche Journale werden laufend gehalten.

## Aufgaben
Hauptaufgabe der Reformationsgeschichtlichen Forschungsbibliothek ist die Bewahrung und Erschließung ihrer Buchbestände und historischen Sammlungen sowie deren Bereitstellung für die wissenschaftliche Nutzung. Durch sammlungsbezogene Tagungen, Publikationen, Projekte und Kooperationen fördert sie die wissenschaftliche Forschung, durch Stipendien, Sommerkurse und Seminare unterstützt sie die Ausbildung akademischen Nachwuchses. Mit Ausstellungen, Buchpräsentationen, Führungen und anderen Veranstaltungen leistet sie kulturelle Vermittlungsarbeit. Forschungsschwerpunkte ergeben sich aus den vorhandenen historischen Beständen und richten sich in erster Linie auf die Reformationsgeschichte und die Geschichte der Lutherischen Orthodoxie.
Darüber hinaus dient die Forschungsbibliothek dem Evangelischen Predigerseminar Wittenberg als Ausbildungsbibliothek. Die Stiftung Luthergedenkstätten in Sachsen-Anhalt und die Stiftung Leucorea werden bei der Entwicklung und Durchführung von Ausstellungen und Forschungsprojekten unterstützt.